# La lune à un mètre
La lune à un mètre (Nederlands: De maan op een meter) is een Franse stomme film uit 1898 van Georges Méliès. De film is gebaseerd op een van zijn goocheltrucs en Méliès speelt zelf in de hoofdrol. 

## Verhaalomschrijving
In een observatorium zit een astronoom achter zijn bureau te studeren. De duivel verschijnt, gevolgd door een vrouw met een cape, die hem laat verdwijnen voordat ze zelf verdwijnt. De astronoom tekent een cirkel op het schoolbord. De tekening verandert in de zon met een gezicht en ledematen en begint te bewegen op het schoolbord. Voorwerpen rondom de astronoom transformeren of bewegen zich van hem weg.
De maan verschijnt plotseling in het observatorium als een groot gezicht, dat de telescoop van de astronoom opeet. Twee kleine clowns vallen uit zijn mond, waarop de boze astronoom ze er weer in gooit. Terwijl de astronoom de maan probeert aan te vallen, beweegt deze onmiddellijk terug naar de hemel. Alle objecten waarmee de astronoom de maan wil onderzoeken, verdwijnen in het niets.
Zodra de astronoom weer gaat zitten, verandert de maan in een halve maan en verschijnt er een vrouw. De astronoom probeert haar te omhelzen, maar ze vliegt omhoog naar de hemel. Een vrouw verschijnt, leunend in de maansikkel, maar wanneer de astronoom haar probeert te bereiken, verschijnt de maan opnieuw als een prominent gezicht, en springt hij per ongeluk in de mond van de maan. De maan spuugt afzonderlijke lichaamsdelen van de astronoom uit.
De duivel verschijnt opnieuw, maar wordt weer weggestuurd door de vrouw met de cape. Ze zet de astronoom snel, stukje bij beetje, weer in elkaar. Dan wordt de astronoom wakker in het observatorium.

## Productie en release
Méliès speelt de astronoom in de film, die is gebaseerd op een goochelact die hij in 1891 presenteerde in zijn Parijse goocheltheater, het Théâtre Robert-Houdin. De toneelversie, "Les Farces de la Lune ou les Mésaventures de Nostradamus" (vertaling: "De Grappen van de Maan of de Tegenslagen van Nostradamus"), combineerde theater illusies met schaduwspel. De filmversie maakt gebruik van een combinatie van toneelmechanismen (waaronder het gigantische maangezicht als pop), pyrotechniek en stop-substitutietechniek voor de illusies. Phoebe, de godin van de maan, werd gespeelt door Jehanne d'Alcy, de latere vrouw van Méliès. De twee kleine clowns worden gespeeld door dezelfde kinderen die eerder dat jaar verschenen in Méliès' film Illusions fantasmagoriques.
La lune à un mètre werd uitgebracht door Méliès' filmbedrijf Star Film en heeft in de catalogi de nummers 160–162. In de Franse catalogi werd de film verdeeld in drie scènes: 1 – l'observatoire; 2 – la Lune; 3 – Phœbé.  De film was Méliès' derde film, na Le Manoir du diable uit 1896 en Le Cabinet de Méphistophélès uit 1897, waar de filmrol langer was dan 60 meter. 
Toen de film in 1899 door producent Sigmund Lubin naar de Verenigde Staten werd geïmporteerd, hernoemde hij de film A Trip to the Moon. 